# رانشيرا
الرانشيرا (Ranchera) نوع من الموسيقي الشعبية المكسيكية و المرتبطة بشدة بنوع mariachis بالإضافة ألي المزج من العديد الانواع  (cantador-guitarrista, dueto, terceto, cuarteto, conjunto norteño, البانداذ, وغيرها).

## الموضوع
وصف القصص الشعبية المرتبطة بالثورة المكسيكية, الحياة القروية, العائلات، الاحصنة و معانات الحب ثم انتقلت ألي وصف الحب.